# Успенская волость (Верхнеднепровский уезд)
Успенская волость — административно-территориальная единица Верхнеднепровского уезда Екатеринославской губернии.
По состоянию на 1886 год состояла из 6 поселений, 5 сельских общин. Население 3971 человек (2053 мужского пола и 1918 женского), 710 дворовых хозяйств.
| Собственность  | Площадь (в т. ч. пахотной) |
| -------------- | -------------------------- |
| Сельских общин | 5870 (3825)                |
| Частная        | 5310 (1164)                |
| Казённая       | 814 (256)                  |
| Другая         | 50 (25)                    |
| Всего          | 12 044 (5270)              |

Самые большие поселения:
- Успенское (Тахтиевка) — село при реке Днепр в 60 верстах от уездного города, 1830 человек, 350 двора, православная церковь, школа, этапное помещение, 4 лавки, ярмарка.
- Млинок (Высокие Курганы, Ново-Паниковцы) — село при реке Омельник, 638 человек, 100 дворов, лавка.
- Троицкое (Чикаловка) — село при реке Днепр, 737 человек, 136 двора, лавка.

По состоянию на 1908 год появилось поселение Каменно-Потоцкое (без жителей и обособленной территории), общее население волости выросло до 6830 человек (3451 мужского пола и 3379 женского), 1105 дворовых хозяйств.